# 木村庄之助 (35代)
35代 木村 庄之助（さんじゅうごだい きむら しょうのすけ、本名：内田 順一（うちだ じゅんいち）、1946年10月29日 - ）は、大相撲の立行司の一人。立浪部屋所属。

## 経歴・人物
宮崎県延岡市出身。小学生の頃から相撲に夢中で、初代若乃花の大ファンであった。元十両・松恵山が切り盛りしていたちゃんこ店『松恵』へ松恵山に「行司になりたい」と話しに行き、最初は断られたが熱心に頼み込むと「それなら俺が頼んでやるよ」と承諾された。延岡市立南方中学校卒業後、1962年に松恵山が在籍していた立浪部屋に入門。初名木村順一で初土俵を踏む。
順一を名乗っていた70年代前半（北・玉時代）より幕内取組の場内アナウンスを担当していたが、行司のかけ声の時とは違い、幕内土俵入りの力士紹介で「◯◯県出身、△△部屋」など滑舌が良く、明瞭でよく通る声が印象に残る。第52代横綱北の富士が復活の優勝を全勝で遂げた1972年9月場所千秋楽の幕内後半取組から表彰式までの場内アナウンスを担当（場内アナウンスとしては、輪・湖時代を一番長く担当）した。
入門当時は「行司部屋」が独立しており、独身の若い行司が共同生活を送っていた。相撲部屋のようにちゃんこを作り、兄弟子の世話をする毎日であった。そのことから、十両格の資格者になったこと、初土俵から22年かけてやっと足袋が履けるようになったことがうれしい思い出として本人の中に残っている。十両格昇進は1984年1月場所のことであるが、これは蔵前国技館時代最後の十両格昇進である。
その後、十両格行司まで場内アナウンスを担当し、横綱千代の富士の記録に残る節目の取組に関わっている。
- 1988年11月場所千秋楽結びの一番、53連勝でストップした横綱大乃国（現芝田山）戦[2]（千代の富士はこの敗戦で3場所連続全勝優勝も逸した）。この取組が昭和時代最後の一番となった。
- 1989年3月場所14日目、2場所ぶり27回目の優勝を決めた際に左肩を脱臼した大乃国戦。
- 1989年7月場所千秋楽、史上初の同部屋横綱同士の優勝決定戦横綱北勝海（現八角）戦。
- また通算1000勝を達成した1990年3月場所7日目、前頭3枚目花ノ国（現若者頭）戦。

同時期に28代庄之助が8代式守錦太夫時代、三役格行司になる1974年頃まで幕内の場内アナウンスを担当していた。
2007年5月場所から立行司に昇格し、第37代式守伊之助を襲名した。その際には宮崎県出身初の立行司ということで、当時の東国原英夫宮崎県知事から幟が贈られた。また、戦後生まれで初の立行司でもある。
2008年5月場所より34代木村庄之助の停年（定年。以下同）退職に伴い35代庄之助を襲名した。
初めて庄之助としての本場所となった2008年5月場所初日には宮崎県の県章と出身地「延岡」の文字をあしらった模様の入った行司装束で、結びの横綱朝青龍-小結稀勢の里戦を裁いた。また、同年5月23日に延岡市観光大使に任命された。
2009年9月場所10日目には、横綱土俵入りを務めた後にめまいなどを訴えて救急車で病院に運ばれ、休場。結びの横綱朝青龍-関脇稀勢の里戦は、もう一人の立行司の38代式守伊之助（のち36代庄之助）が裁いた。
庄之助最後の場所となった2011年9月場所千秋楽、国技館には出身地の延岡市より120人もの後援者が観戦の中、同じ立浪一門の横綱白鵬の後援会を通じて贈られた行司衣装（その日使われた三つ揃いの化粧廻しと同じ衣装）で白鵬の横綱土俵入りを務めた。白鵬が優勝を決めた結びの一番の後、弓取式を終えて花道を引き上げると、白鵬から花束を贈られ、長年の土俵人生を労われた。優勝パレードのオープンカーにも白鵬と同乗者の機転で座席中央に乗せられている。
停年退職後の2013年7月場所6日目、向正面赤房下溜席に、2014年3月場所7日目にも向正面白房下溜席に内田の観戦する姿が見られた。
2023年現在では、木村庄之助を過去に襲名し、務めた経験がある人物の中では最若年者となっている。（これは、37代が2022年7月に、36代が2022年11月にそれぞれ、相次いで死去したことによるもの。）

## 略歴
- 1962年5月 初土俵、木村順一。
- 1966年3月 改名、純一郎。
- 1966年9月 順一に戻す。
- 1976年3月 改名、旬一。
- 1980年5月 改名、城之介。
- 1984年1月 十両格昇格（式守太一郎と並んで蔵前国技館最後の十両格でもある）。
- 1994年1月 幕内格昇格。
- 2006年3月 三役格昇格。
- 2007年5月 立行司に昇格。37代式守伊之助を襲名。
- 2008年5月 35代木村庄之助を襲名。
- 2011年9月 停年退職。

## 逸話
- 木村城之介を名乗っていた当時の1980年5月場所4日目、幕下の紫雲山-霧島（のち大関、現年寄陸奥）戦。まわし待ったで二人の廻しを締め直した城之介が取組再開を合図し、下げ緒の房を口にくわえ、肩に背負っていた軍配を持ち直した瞬間、留め具が外れ円形の部分が抜け落ちて柄の部分だけになったため、控えの行司木村孔一（のち三役格・木村一童）の軍配を借りて勝負を裁いた。
- 宮崎県出身ということから、2010年の宮崎県口蹄疫被害問題に際しては、6月3日に自ら宮崎県に100万円を義援金として寄付した。[3]
- 三役格昇進以降、停年まで一度も差し違えをしたことがなく、これを本人は誇りに思っている[1]。
- 本人いわく最も行司泣かせな力士は朝青龍。その理由は「スピードがあって動きが人一倍あるから、逃げるのが大変でしたよ（笑）」というもの[1]。
- 彼の場合、他の行司と掛け声が異なっており、「はっけよいのこった」ではなく、「はっけいよいのこったのこったのこったぞ」とのこったを必ず二回繰り返したり、最後にのこったぞと語尾をつけるのが特徴的であった。また、幕内格から三役格末期までの一時期には、はっけいよいと言わないこともあった。三役格末期から再びはっけよいと言うようになった。
- 停年退職後も規則正しい生活に加え、愛犬との散歩で健康を維持している[4]。
- 37代木村庄之助とは、行司が相撲部屋に所属する前の時代、「行司部屋」があった時からの付き合いだった。35代庄之助自身は「がんを患っても、1場所休んだだけで出てきたことがあった。それでも酒を飲んで『酒はやめられない』って言ってた」と語っており、彼によるとコロナ禍になる直前、両国のちゃんこ店で偶然会ったのが最後という[5]。